# Classe Baskunchak
La Classe Baskunchak  est une classe de navire ravitailleur pétrolier de la marine russe. Renforcé pour naviguer dans les glaces et armée par les gardes-frontières. 

## Bâtiments
Les unités sont entrées en service de 1956 à 1960, il en subsiste deux:
- Iman (Flotte de la Mer noire)
- Olekma (Flotte de la Baltique).